# Sirsoe grasslei
Sirsoe grasslei är en ringmaskart som först beskrevs av Blake 1985.  Sirsoe grasslei ingår i släktet Sirsoe och familjen Hesionidae. Inga underarter finns listade i Catalogue of Life.